# Yvon Jacob
Yvon Jacob est un chef d'entreprise et un homme politique libéral français né le 12 juin 1942 à Neuilly-sur-Seine (Hauts-de-Seine)

## Biographie

### Carrière professionnelle
Yvon Jacob fait des études en sciences économiques et est diplômé de Sciences Po.
En 1968, il devient chef des services administratifs à Idéal Standard (Usine d'Argenteuil).
En 1981, il rejoint la société Legris SA dans laquelle il réalise l'essentiel de sa carrière. De 1981 à 1986, il en est directeur financier, puis il est nommé directeur général, poste qu'il occupe jusqu'en 1990, où il devient président du directoire. Il est président du conseil de surveillance du groupe Legris Industries de 1994 à 2009.
Il entre au conseil exécutif du MEDEF en 2000.
De 2002 à 2010, il est président de la Fédération des industries mécaniques.
En 2005, il préside aussi le conseil d'administration de l'Institut national de la propriété industrielle (INPI). De 2005 à 2010, il est également Président du groupe des fédérations industrielles.
Candidat à la présidence du MEDEF en 2005, il arrive en seconde place derrière Laurence Parisot.
Le 30 juin 2010, il est nommé ambassadeur de l'industrie par le gouvernement à l'issue des états généraux de l'industrie.

### Engagement libéral
Yvon Jacob a été le président délégué d'Idées-Action, le cercle de réflexion libéral fondé par Alain Madelin
Il est vice-président de « Génération Libérale », réseau informel de clubs animé par Jacques Garello et participe régulièrement aux réflexions des cercles Frédéric Bastiat.

### Engagement politique
Il est conseiller municipal de Chantepie puis conseiller municipal de Rennes et conseiller régional de Bretagne. De 28 mars 1993 au 21 avril 1997, il est député de la deuxième circonscription d'Ille-et-Vilaine. Après son échec aux élections municipales de 1995, il s'est peu à peu retiré de la vie politique locale.
Au sein du RPR, il animait un "courant" libéral avec Pierre Lellouche et le sénateur Philippe Marini.
Il est membre du groupe « Les Horaces », qui rassemble les conseillers officieux de Marine Le Pen.